# Joseph Victor Adamec
Joseph Victor Adamec (13. srpna 1935, Bannister – 20. března 2019) byl americký římskokatolický kněz slovenského původu a emeritní biskup Altoona–Johnstown. V roce 2016 vyšlo najevo, že spolu s dalším biskupem Jamesem Hoganem po 40 let kryli zneužívání stovek dětí.

## Život
Narodil se 13. srpna 1935 v Bannisteru (Michigan) a pokřtěn byl 1. září 1935 v místním kostele svatého Cyrila. Jeho rodiče byli imigranti ze Slovenska. Navštěvoval veřejné školy kam patřila i Ashley High School. Během dvou let na Michiganské státní univerzitě studoval žurnalistiku a cizí jazyky a působil jako spolueditor kolejních novin.
Poté se rozhodl stát knězem a odešel studovat do Říma kde šest let strávil na Papežské koleji Nepomucenum. Studoval šest let a na Papežské lateránské univerzitě získal licenciát teologie. Na kněze byl vysvěcen 3. července 1960 kardinálem Luigim Tragliou a inkardinován byl do diecéze Nitra odkud pocházeli jeho rodiče.
Po dokončení studií se vrátil do Michiganu kde sloužil ve své rodné diecézi Saginaw. Po službě farního vikáře ve třech různých farnostech se roku 1965 stal notářem diecéze Saginaw a plnil funkci asistenta kancléře, sekretáře biskupa a ceremoniáře. Roku 1977 se stal farářem Saint Hyacinth Church in Bay City. Dále působil jako kněz All Saints Catholic Central High School, farář SS. Peter and Paul Parish in Saginaw. Roku 1971 byl zvolen předsedou Slovenské katolické federace v USA a Kanadě.
Roku 1980 získal vyznamenání Pro Ecclesia et Pontifice. Toto vyznamenání se uděluje za službu církvi a papeži. Roku 1985 mu papež Jan Pavel II. udělil titul Preláta Jeho Svatosti. Dne 12. března 1987 jej papež Jan Pavel II. ustanovil diecézním biskupem Altoona–Johnstown. Biskupské svěcení přijal 20. května 1987 z rukou kardinála Jozefa Tomka a spolusvětiteli byli biskup James John Hogan a biskup Francis Frederick Reh.
Dne 14. ledna 2011 přijal papež Benedikt XVI. jeho rezignaci z důvodu dosažení kanonického věku 75 let. Plynně ovládal angličtinu, slovenštinu a italštinu.

## Krytí zneužívání dětí
V roce 2016 konstatovala zpráva velké poroty, že Joseph Adamec a další katolický biskup James John Hogan po 40 let kryli zneužívání stovek dětí více než 50 kněžími. Adamec odmítl před porotou vypovídat, její zpráva se zčásti opírá o tajný archív objevený při domovní prohlídce.
Adamec mj. vyhrožoval obětem exkomunikací nebo se s nimi snažil mimosoudně vyrovnat, aniž by postihl provinilé kněze. Sepsal i sazebník pro vyplácení obětí, přičemž za osahávání přes oděv vyplácel 10 až 25 tisíc dolarů (až 622 tis. korun), za vynucený pohlavní styk 50 až 175 tisíc dolarů (až 4,4 milionu korun).
Porota zatím nikoho neobžalovala, protože část viníků již zemřela, část případů je promlčená a některé z obětí zneužívání jsou příliš traumatizovány na to, aby v případu svědčily.